# Theron Kirk
Theron Wilford Kirk (Alamo, 28 september 1919 – San Antonio, 1 oktober 1999) was een Amerikaans componist, muziekpedagoog en dirigent.

## Levensloop
Kirk studeerde aan de Baylor Universiteit in Waco en behaalde aldaar zijn Bachlor of Music. Vervolgens studeerde hij aan het Chicago Musical College van de Roosevelt-universiteit in Chicago, waar hij zijn Master of Music behaalde met de Symfonie, voor harmonieorkest in 1952. Zijn studies voltooide hij aan de bekende Eastman School of Music in Rochester. Als muziekpedagoog was hij verbonden aan het San Antonio College in San Antonio. Hij werd later hoofd van de muziekafdeling van deze institutie en was ook dirigent van de verschillende koren, de harmonieorkesten en het kamerorkest van het College. In 1975 werd hij bekroond met de Minnie Stevens Piper Professor Award voor zijn werk als docent.
Verder werkte hij als (gast-)docent bij de zomercursussen aan de University of Southern California in Los Angeles, de Universiteit van Illinois te Urbana-Champaign in Urbana, het Central Missouri State University College en het Interlochen Center for the Arts in Interlochen. Ook na zijn pensionering doceerde hij aan het San Antonio Museum of Art.
Als componist publiceerde hij meer dan 1000 werken voor orkest, harmonieorkest, een kameropera, veel kerkmuziek, vocale muziek (koren, liederen), werken voor orgel en beiaard. Hij ontving de Orpheus Award van de componistenbroederschap Phi Mu Alpha Sinfonia.  Hij was van 1968 tot 1970 voorzitter van de American Choral Directors Association (ACDA).

## Composities

### Werken voor orkest
- 1953: - Symfonisch Scherzo, voor orkest
- 1956: - Vignettes, voor orkest
- 1957: - Symfonie nr. 1, voor orkest
- 1959: - Fantasy and Frolic, voor piano en orkest
- 1960: - Concert, voor orkest - opdracht voor het Creative Arts Festival of West Virginia
- 1963: - An Orchestra Primer, voor spreker en orkest
- 1964: - Adagietto, voor orkest
- 1965: - Intrada, voor orkest
- 1969: - Hemis Dance, voor strijkorkest en slagwerk
- 1989: - Latham Suite, voor strijkorkest
  1. March
  2. Elegy
  3. Finale
- 1995: - Diversions on Folklike Tunes, voor strijkorkest
- 1998: - Arietta, voor strijkorkest
- - Baile Bolivia, voor dwarsfluit, strijkorkest en trom
- - Baile Frontera (Dance of the Border), voor orkest - gecomponeerd ter gelegenheid van het 25-jarig jubileum van het San Antonio Symphony Orchestra
- - Ballet music, voor orkest
  1. Overture
  2. Pas de deux
  3. Mazurka
  4. Intermezzo
  5. Finale
- - Concerto Grosso, voor piano en strijkorkest
- - Dalby Suite, voor kamerorkest
- - Reston Overture, voor orkest
- - Symfonie nr. 2 "Saga of the Plains", voor orkest

### Werken voor harmonieorkest
- 1952: - Symfonie, voor harmonieorkest
- 1957: - Smoky Mountain Suite, voor harmonieorkest
- 1958: - Aylesford Variations, voor harmonieorkest
- 1970: - Canciones De Mexico, voor harmonieorkest
- - Aria and Allegro, voor harmonieorkest
- - Festival, voor harmonieorkest
- - Concert, voor piano en harmonieorkest

### Missen en andere kerkmuziek
- 1951: - Come Holy Ghost, voor driestemmig vrouwenkoor (SSA) en piano - tekst: Ray Palmer
- 1953: - Eternal Son of God, voor driestemmig vrouwenkoor (SSA) en piano
- 1954: - Koralenboek, voor vrouwenstemmen (sopraan, alt) en piano
- 1954: - Praise to God, voor gemengd koor
- 1956: - O Come Loud Anthems Let Us Sing, voor gemengd koor - tekst: Psalm 95
- 1956: - The Stable at Bethlehem - A Nativity Pantomime, voor spreker, kinderkoor, gemengd koor, piano, hobo, 2 klarinetten en triangel
- 1957: - Glory to God, kerstcantate voor sopraan, alt, bariton, bas, gemengd koor en orgel
- 1958: - Noël - the Babe in Bethlem's manger laid, Engels carol voor gemengd koor, piano, 2 dwarsfluiten en triangel
- 1958: - Praise!, voor zesstemmig gemengd koor (SSATBB) a capella
- 1959: - God is Almighty, voor gemengd koor en orkest
- 1959: - O come, let us sing (Venite, exultemus Domino), voor gemengd koor, koperensemble en slagwerk
- 1960: - Carol Service with nine Lessons, kerstcantate voor gemengd koor en Orkest (of orgel)
- 1961: - The Child and the Lamb, voor driestemmig vrouwenkoor a capella - tekst: William Blake
- 1963: - Hail, O Sun of Righteousness ..., voor gemengd koor, 2 trompetten, 2 trombones en orgel - tekst: William Austin
- 1963: - King David’s Deliverance, voor gemengd koor, koperseptet (3 trompetten, 3 trombones, tuba) en orkest
- 1963: - Prayer, voor gemengd koor en orgel (of piano) - tekst: Haweis en Cotterill, (1792)
- 1963: - Sing we noel, noel, Frans kerstlied voor gemengd koor tamboerijn en finger-bekkens
- 1965: - Night of Wonder, cantate voor sopraan, alt, gemengd koor, piano, orgel, strijkorkest (of strijkkwintet)
- 1967: - Behold, God is my salvation, voor gemengd koor a capella
- 1967: - Create in me a clean Heart, voor gemengd koor a capella
- 1967: - Easter Canticle, cantate voor sopraan, bariton, gemengd koor, orgel, koperblazers en slagwerk
- 1967: - O Sons and Daughters, voor gemengd koor, orgel, 3 trompetten, 2 trombones, tuba en pauken - tekst: Frans kerstlied, Engelse vertaling John Mason Neale
- 1969: - Easter Antiphon, voor gemengd koor, orgel en koperblazers - tekst: Isaac Watts
- 1969: - Tis now the glorious Easter Morn, geadapteerd van het Nederlandse kerstlied voor gemengd koor, piano, triangel en tamboerijn
- 1970: - Mariachi Mass, voor unisono koor, tweestemmig of gemengd koor, gitaar, contrabas, 2 trompetten en slagwerk
- 1970: - Psalm 47: "O clap your hands", voor gemengd koor
- 1972: - Antiphon - Psalm 150, voor gemengd koor en orgel (of piano)
- 1972: - Noël, kerstcantate voor spreker, gemengd koor, 2 trompetten, 2 trombones, pauken en orgel
- 1972: - Softly the Night, voor gemengd koor a capella
- 1972: - Temple of the living God, voor gemengd koor, koperblazers en slagwerk
- 1976: - All things, voor gemengd koor en piano - tekst: Bijbel, Brief van Paulus aan de Romeinen 8:28-32
- 1976: - Praise the Lord, All Ye Nations, voor gemengd koor, 3 trompetten, 2 trombones, tuba en orgel (of piano)
- 1977: - Christmas is a Time for Giving, voor gemengd koor, piano, slagwerk, gitaar en contrabas - tekst: Charles Randol
- 1977: - Now's the Time to Sing, voor sopraan solo, driestemmig kinder- of vrouwenkoor, piano vierhandig en slagwerk (maraca's, claves en conga's)
- 1977: - This is my commandment : love one another, voor gemengd koor en piano
- 1977: - Wade in the water, voor zangstem en gemengd koor a capella
- 1978: - Alleluia, 8 anthems voor gemengd koor en piano
  1. Alleluia
  2. Come, holy light guide divine
  3. Forty-second psalm
  4. In thee, Lord I put my trust
  5. Priase, or praise our God and King
  6. Rejoice
  7. O my soul, bless God the Father
  8. Joyfully sing we His praise
- 1978: - Let us Sing the New Song, zeven lofliederen voor de nieuwe kerk voor gemengd koor
- 1978: - O come, Thou God of grace, voor tweestemmig gemengd koor en piano - tekst: William E. Evans
- 1978: - Seek ye first the Kingdom of God, voor gemengd koor en piano - tekst: Bijbel, Evangelie volgens Matteüs 6:31-34
- 1979: - Kling, Glöckchen - Ring! little bells, voor tweestemmig koor, triangel en handklokjes
- 1979: - Let All on Earth their Voices raise, voor gemengd koor en piano - tekst: Isaac Watts
- 1979: - Let the Word of Christ, voor gemengd koor en orgel - tekst: Bijbel, Brief van Paulus aan de Kolossenzen 3:16, 17
- 1979: - Sing a merry Christmas song, voor gemengd koor - tekst: Charles Randol
- 1979: - Sing a song of joy!, voor gemengd koor en piano - tekst: van de componist
- 1980: - Christ, whose glory fills the skies, voor tweestemmig gemengd koor en piano - tekst: Charles Wesley
- 1980: - My God, how wonderful Thou art, voor gemengd koor en piano - tekst: Frederick William Faber
- 1987: - A Jubilant Song of Praise, voor gemengd koor, trompet en orgel
- 1987: - God is My Salvation, voor gemengd koor en orgel
- 1988: - This is the Day the Lord hath made, voor gemengd koor, 2 trompetten, 2 trombones en orgel
- 1988: - Fanfare for Christmas, voor gemengd koor, 2 trompetten, 2 trombones, tuba en bekkens
- 1990: - Lo, how a rose e'er blooming, voor gemengd koor en orgel (of piano)
- 1990: - What Wondrous Love is This, voor driestemmig gemengd koor en piano
- 1991: - A Festival of Carols, voor gemengd koor en orkest (of orgel)
- 1991: - O God of Mercy, voor gemengd koor en orgel (of piano) - tekst: Godfrey Thring
- 1996: - Joseph and Mary, voor gemengd koor en piano - tekst: Sabine Baring-Gould
- - Easter Day, voor gemengd koor, trompetten, trombones, pauken en orgel - tekst: Richard Cranshaw "Easter Day", John Mason Neale "Carols for Eastertide"
- - The Earth is The Lord’s, voor gemengd koor

### Muziektheater

#### Opera
| Voltooid in | titel            | aktes  | première                               | libretto                                                                            |
| ----------- | ---------------- | ------ | -------------------------------------- | ----------------------------------------------------------------------------------- |
| 1972        | The Lib 393 B.C. | 1 akte | 1972, San Antonio, San Antonio College | van de componist, geadapteerd van het blijspel "Vrouwenparlement " van Aristophanes |

### Vocale muziek

#### Werken voor koor
- 1957: - It was a lover and his lass, voor gemengd koor a capella - tekst: William Shakespeare
- 1963: - Five Shakespearean Songs, voor gemengd koor a capella - tekst: William Shakespeare
  1. Marriage song (from "The Tempest")
  2. Spring (from "Love's labour's lost")
  3. Over hill, over dale (from "A midsummer night's dream)
  4. Funeral song (from "Much ado about nothing")
  5. Blow, blow (from "As you likeChicago Musical College, 1952. it")
- 1964: - Now Let All Sing!, voor gemengd koor, 2 trompetten, 3 trombones, pauken en piano - tekst: Walter Rodby
- 1966: - Dry bones, voor mannenkoor en piano
- 1969: - The Jade Flute, zes Chinese gedichten voor gemengd koor, dwarsfluit en slagwerk 
  1. These flowers of jade - tekst: keizer Qianlong
  2. Away with philosophers (De weg van rechtschapenheid)
  3. I have seen a road - tekst: Anoniem
  4. Not in repayment - tekst: Boek der Liederen
  5. Young girls of old - tekst: Wang Chang-Ling (698–756)
  6. The autumn wind - tekst: keizer Han Wudi
- 1970: - Four Seasons Songs, voor gemengd koor, piano, dwarsfluit en contrabas
- 1970: - New Welcome Summer, voor gemengd koor, piano, dwarsfluit en contrabas - tekst: Geoffrey Chaucer
- 1970: - Three Children's Rhymes, voor tweestemmig kinderkoor en piano
- 1974: - Four William Blake songs, voor gemengd koor a capella
- 1974: - Three Seventeenth Century Poems, voor gemengd koor en piano
  1. Sonnet - tekst: Henry King
  2. Song - tekst: Sir John Suckling
  3. Go, Lovely Rose - tekst: Edmund Waller
- 1976: - We are the Music Makers, voor gemengd koor, 3 trompetten, 2 trombones, tuba en pauken - tekst: Arthur O'Shaughnessy
- 1979: - Beautiful, voor gemengd koor, piano en kleine trom - tekst: Charles Randol
- 1981: - From Scotland with love, voor driestemmig gemengd koor en piano
- 1981: - What if?, voor gemengd koor a capella
- 1989: - Terly Terlow, voor driestemmig kinderkoor en strijkersensemble (of piano)
- 1998: - Three Love Songs - Songs of Life II, voor gemengd koor a capella
  1. I love Love - tekst: Shelley
  2. Love is Life's End - tekst: Fletcher
  3. Life's Delight - tekst: Campion
- - Estonian Wedding Song, voor gemengd koor en piano
- - Spring Wakens, voor gemengd koor a capella - tekst: Alfred Tennyson
- - Terly Terlow, voor driestemmig kinder- of vrouwenkoor en strijkorkest (of strijkkwartet)

#### Liederen
- 1976: - Prayers from the Ark, zangcyclus voor sopraan, tenor, bas/bariton en orkest (of piano) - tekst: Carmen Bernos de Gasztold, vertaald door Rumer Godden

### Kamermuziek
- 1992: - Sinfonia, voor koperkwintet (2 trompetten, hoorn, trombone en tuba)
- - Antiphony, voor koperkwartet en orgel
- - Sonate, voor altviool en piano
- - Sextet, voor kopersextet

### Werken voor orgel
- - March
- - Three Short Pieces
  1. Arietta for Pedal
  2. Pastorella
  3. Prelude on a Bach Motif

### Werken voor beiaard
- 1985: - Introduction and Tower Toccata
- - Hjemstavn Variants

## Publicaties
- Symfonie, voor harmonieorkest, Thesis (Master of Music), Chicago Musical College, 1952.
- Key to sight reading for all voices, Westbury, N.Y.: Pro Art Publications, 1957. 54 p.
- Sure You Can : Extra-musical Guidance for the Young Choral Conductor, Champaign, IL: M. Foster Music Co., 1978. 95 p., ISBN 978-0-916-65602-7